# フリオ・モーバン
フリオ・モーバン（Julio Morban , 1972年6月2日 - ）は、ドミニカ共和国・サン・クリストバル州サン・クリストバル出身のプロ野球選手（外野手）。左投左打。MLB・シアトル・マリナーズ傘下所属。

## 経歴
2008年7月2日にシアトル・マリナーズと契約。
2009年は傘下のアパラチアンリーグのルーキー級プラスキ・マリナーズでプレー。6月からは同じくルーキー級のアリゾナリーグ・マリナーズでプレー。
2010年はルーキー級プラスキでプレーし、8月からアリゾナリーグでプレー。8月22日からA+級ハイデザート・マーベリックスに昇格。27日からはA-級エバレット・アクアソックスでプレー。
2011年はA級クリントン・ランバーキングスでプレー。
2012年はA+級ハイデザートでプレーした。11月20日に40人枠入りを果たす。
2013年にAA級ジャクソン・ジェネラルズに昇格。
2014年2月20日にマリナーズと1年契約に合意した。3月5日にAA級ジャクソンへ異動した。
2015年7月2日に40人枠を外れる。